# 국도 제20호선 (인도)
국도 제20호선(NH 20, National Highway 20)은 인도의 일반 국도로, 바크티아르푸르와 파니코일리를 사이에 이어주는 일반 국도로, 총 연장은 658 km이다.

## 주요 경유지
- 비하르주
- 자르칸드주
- 오디샤주